# تپه میش درک
تپه میش درک مربوط به دوره سلوکیان - دوره اشکانیان است و در شهرستان دره‌شهر، بخش مرکزی، دهستان زرین دشت، ۱ کم شمال شرق روستای عباس‌آباد واقع شده و این اثر در تاریخ ۳۰ بهمن ۱۳۸۶ با شمارهٔ ثبت ۲۱۰۴۳ به‌عنوان یکی از آثار ملی ایران به ثبت رسیده است.